# Ella Kovacs
Ella Kovacs (n. 11 decembrie 1964, Luduș, România) este o fostă atletă română cu descendență maghiară, specializată în alergări pe distanțe mijlocii, mai ales pe distanța de 800 de metri⁠(d).

## Biografie
În 1985 a câștigat Campionatul european de sală, alergând 800 de metri în 1:55,68. Mai târziu, în 1991, a câștigat medalia de bronz la Campionatele Mondiale, atât în sală, cât și în aer liber. Ea a terminat pe locul al șaselea la Jocurile Olimpice din 1992.
A primit titlul de Maestră Emerită a Sportului. În 2004 ea a primit Ordinul Meritul Sportiv clasa a III-a.

## Recorduri personale
- 800 m : 1 min 55 s 68 (1985)[8]
- 1 500 m : 2 min 32 s 40 (1993)

## Realizări
| An                   | Competiție                   | Locație              | Loc                  | Eveniment            | Note                 |
| Reprezentând România | Reprezentând România         | Reprezentând România | Reprezentând România | Reprezentând România | Reprezentând România |
| -------------------- | ---------------------------- | -------------------- | -------------------- | -------------------- | -------------------- |
| 1985                 | Campionatul European în sală | Atena, Grecia        | 1                    | 800 m                | 2:00,51              |
| 1986                 | Campionatul European în sală | Madrid, Spania       | 5                    | 800 m                | 2:08,96              |
| 1990                 | Campionatul European         | Split, Iugoslavia    | 5                    | 800 m                | 1:58,33              |
| 1991                 | Campionatul Mondial în sală  | Sevilia, Spania      | 3                    | 800 m                | 2:01,79              |
| 1991                 | Campionatul Mondial          | Tokio, Japonia       | 3                    | 800 m                | 1:57,58              |
| 1992                 | Campionatul European în sală | Genova, Italia       | 1                    | 800 m                | 1:59,98              |
| 1992                 | Jocurile Olimpice            | Barcelona, Spania    | 6                    | 800 m                | 1:57,95              |
| 1993                 | Campionatul Mondial în sală  | Toronto, Canada      | 5                    | 800 m                | 2:02,35              |
|                      | Campionatul Mondial          | Stuttgart, Germania  | 3                    | 800 m                | 1:57,92              |
| 1994                 | Campionatul European în sală | Paris, Franța        | 2                    | 800 m                | 2:00,49              |
| 1995                 | Campionatul Mondial          | Göteborg, Suedia     | 11                   | 800 m                | 2:03,31              |
| 1996                 | Campionatul European în sală | Stockholm, Suedia    | 6                    | 800 m                | 2:05,39              |

## Legături externe
- Ella Kovacs la Comitetul Olimpic și Sportiv Român (arhivat)
- en Ella Kovacs la World Athletics
- en Ella Kovacs la Olympedia.org